# Mark 83 Butterfly Bomb
M83 Butterfly Bomb – amerykańska bomba odłamkowa małego wagomiaru przenoszona w bombach kasetowych, wzorowana na niemieckiej SD-2 Splitterbombe.

## Bibliografia

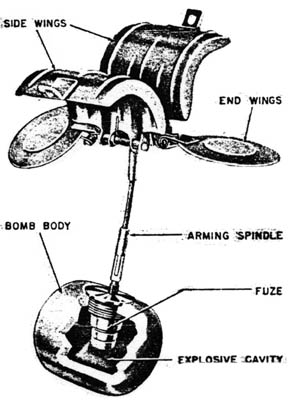
Pierwowzór M83, bomba SD-2 w pozycji otwartej, ilustrująca pochodzenie nazwy (skrzydełka miały przypominać motyla – butterfly)